# Le Pied qui étreint
Le Pied qui étreint est un film muet français réalisé par Jacques Feyder sorti en 1916 et parodiant Les Mystères de New York.
Le film se compose de quatre épisodes :
1. Le Micro bafouilleur sans fil
2. Le Rayon noir
3. La Girouette humaine
4. L'Homme au foulard à pois

## Fiche technique
- Réalisation : Jacques Feyder
- Scénario : Jacques Feyder
- Société de production : Société des Établissements L. Gaumont
- Pays de production : France
- Format : Noir et blanc - Muet - 1,33:1 - 35 mm
- Date de sortie : 
  - France : 18 mai 1916[1]

## Distribution
- André Roanne : Justin Crécelle
- Musidora : Irma Vep
- Kitty Hott : Hélène Fortedody
- René Poyen : Bout de Zan
- Georges Biscot : L'Homme au foulard vert
- Marcel Lévesque
- Édouard Mathé
- Suzanne Delvé